# Sint-Clemenskerk (Watermaal)

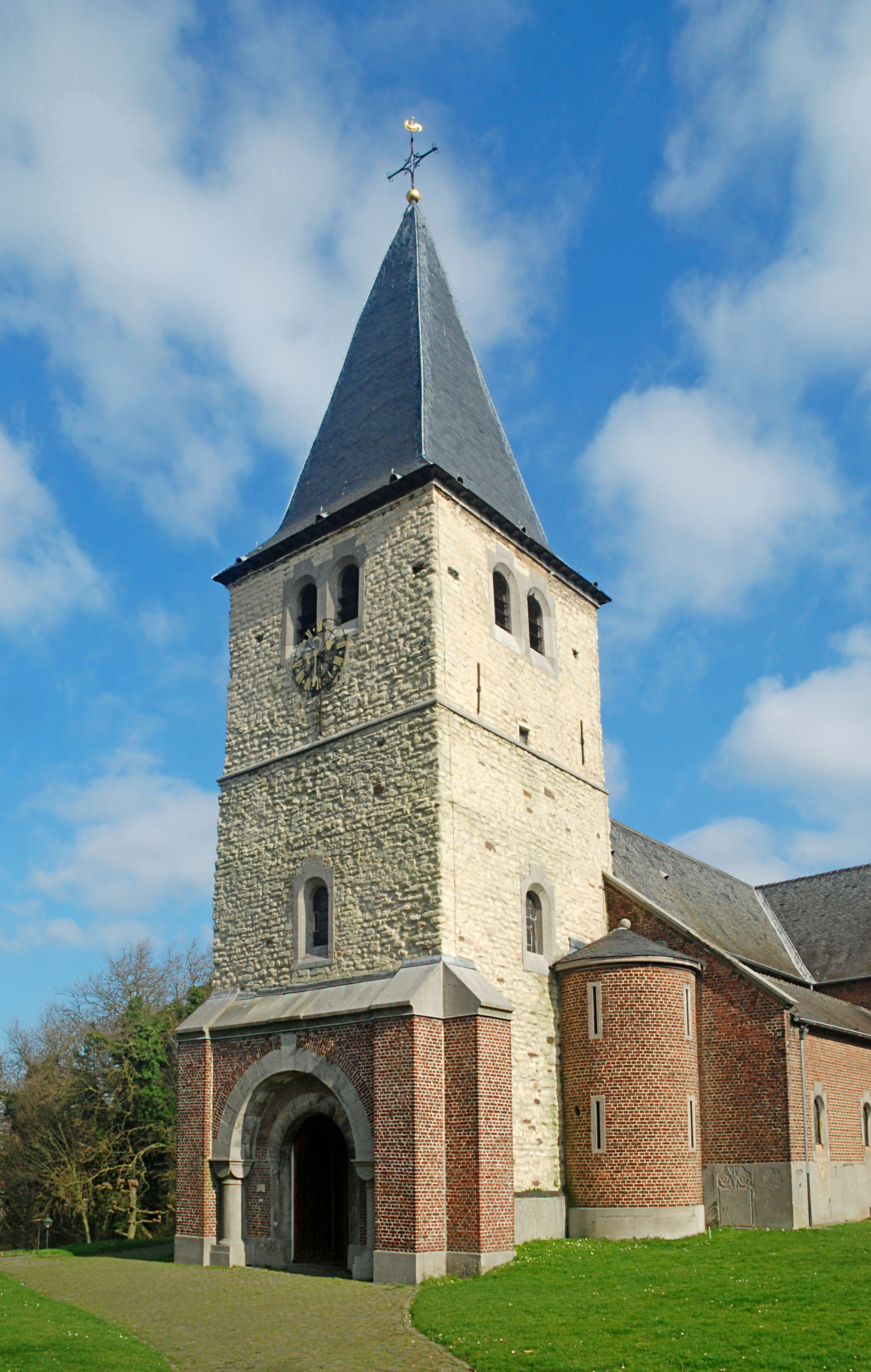
Sint-Clemenskerk

De Sint-Clemenskerk (Frans: Église Saint-Clément) is een kerkgebouw in de Belgische gemeente Watermaal-Bosvoorde in het Brussels Hoofdstedelijk Gewest. De kerk staat aan de Bosrechterstraat en Ottervangerstraat in Watermaal.
Ongeveer 400 meter naar het zuidoosten staat het Sint-Annaklooster.
De kerk is gewijd aan Paus Clemens I en aan Sint-Catharina.

## Geschiedenis
Het oudste deel van de Sint-Clemenskerk bestaat uit het hoofdschip en de romaanse westtoren, daterend uit de 10e of 11e eeuw.
Het gebouw, dat oorspronkelijk een basiliekplan had, werd in de 15e eeuw vergroot door de toevoeging van een transept en een laatgotisch koor.
In 1871 werd de kerk gerestaureerd en de toevoegingen van de vijftiende eeuw werden verwijderd en heropgebouwd in neoromaanse stijl. Ook het westportaal is neoromaans. Datzelfde jaar werden 43 grafstenen in het schip naar buiten verplaatst.
In 1923 verving men het kerkhof rond de kerk door een parkje.
Sinds 22 november 1949 is de kerk als historisch monument geklasseerd, de omgeving van de kerk sinds 29 februari 1984.

## Gebouw
Het kerkgebouw bestaat uit een zandstenen westtoren, een bakstenen driebeukig schip met vier traveeën in pseudobasilicale opstand, een viering en een rondgesloten koor. De kerktoren heeft twee geledingen en wordt gedekt door een ingesnoerd tentdak. In 1996 kregen alle vensters van het gebouw glasramen door de Zuid-Franse kunstenaar Gérard Milon.

Binnenkerk
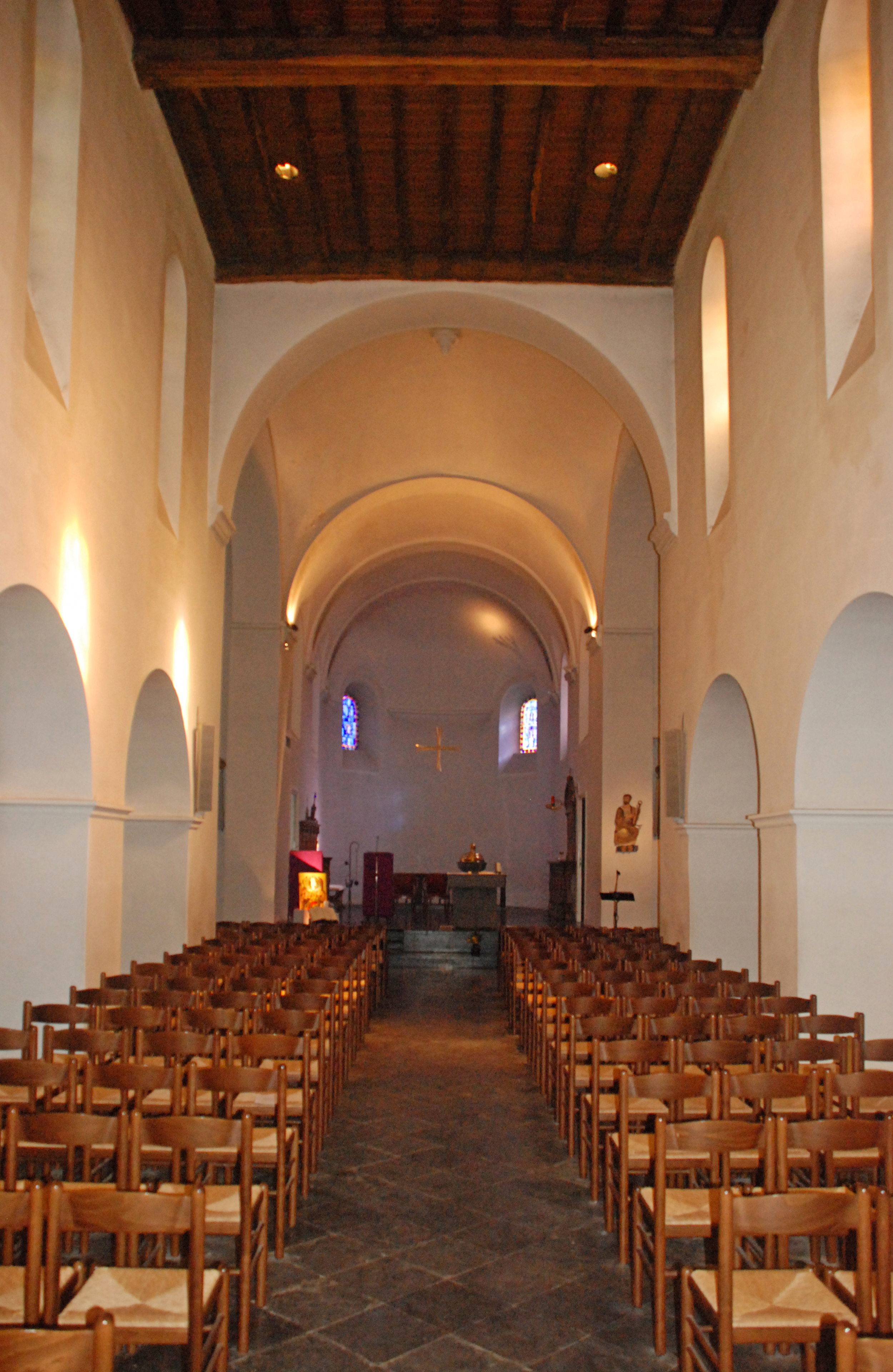
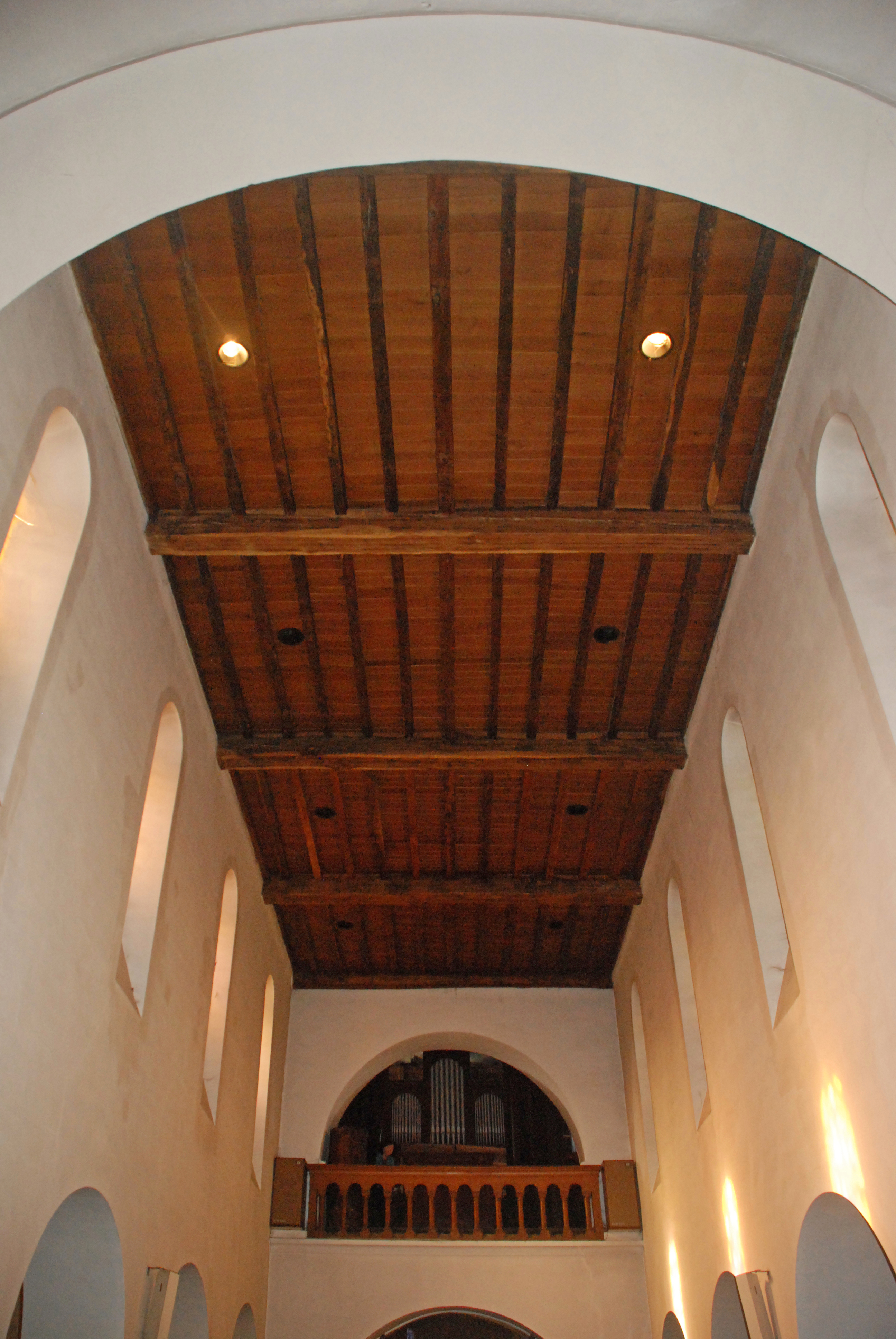
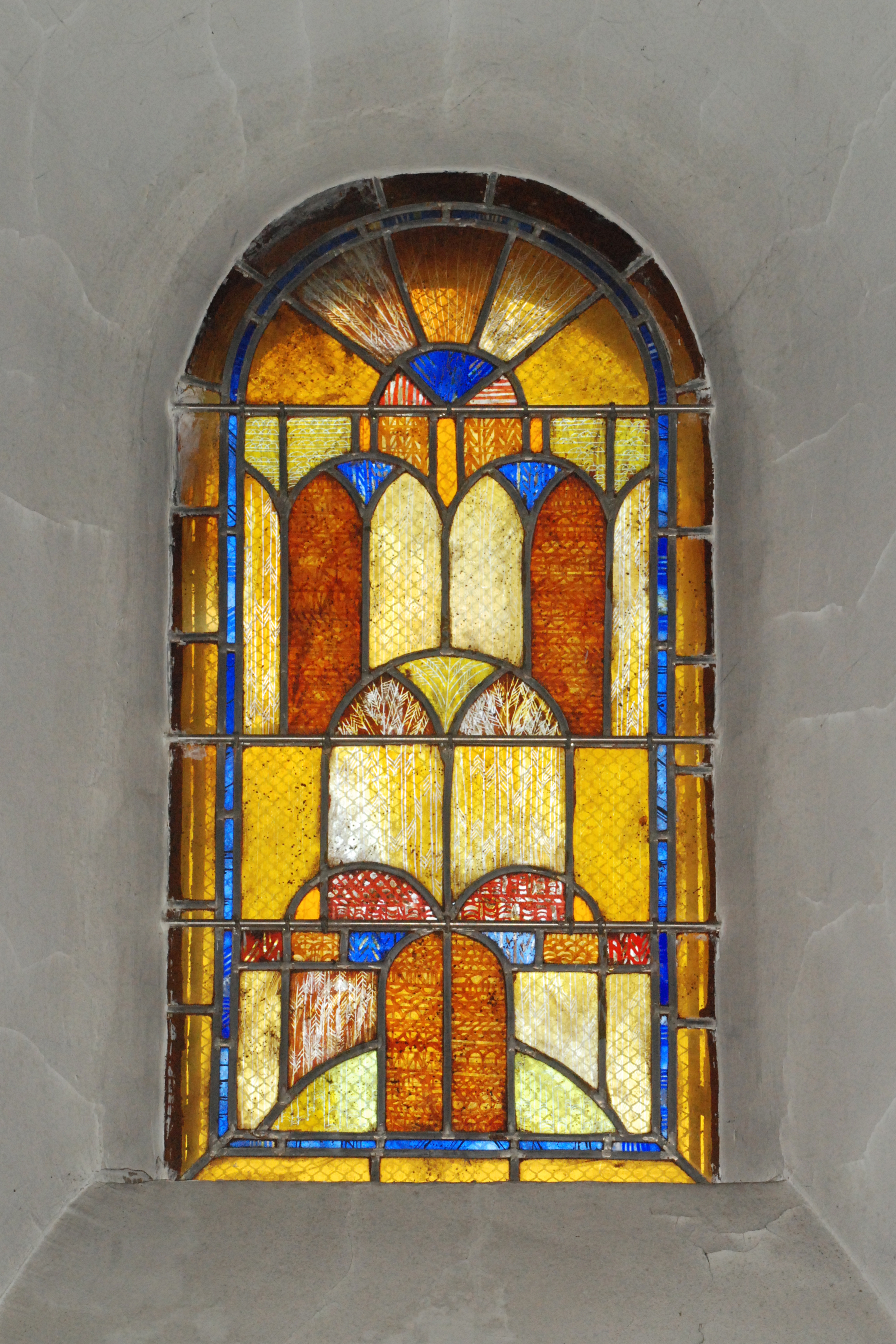